# لامين غاساما
لامين جاساما (بالفرنسية: Lamine Gassama) (20 أكتوبر 1989 في مرسيليا) لاعب كرة قدم فرنسي ذو أصول سنغالية يلعب حاليا في نادي الدرجة الأولى ليون الفرنسي في مركز الظهير الأيمن .

## المسيرة الرياضية مع الأندية
قبل بداية موسم 2008/2009 رُفِّعَ جاساما من فريق ليون للشباب إلى الفريق الأول وشارك في جولة الفريق الإعدادية وشارك في المباريات الخمس منها 3 مباريات كان ضمن التشكيلة الأساسية وكانت في مواجهة فرق نيم، رابيد بوخارست، ونانسي. في 2 سبتمبر 2008 وقع على أول عقد احترافي في مسيرته الرياضية مع نادي ليون حيث يمتد لثلاث سنوات. شارك في أول مباراة رسمية له في 29 أكتوبر 2008 في مواجهة فريق سوشو في مركز الظهير الأيمن وساهم في تحقيق نتيجة الفوز 2-0.

## المسيرة الرياضية مع المنتخبات
لم يشارك جاساما في أي من منتخبات فرنسا العمرية ولكن بسبب أدائه المبهر مع فريق ليون فقد تم استدعائه للمشاركة مع منتخب فرنسا للشباب تحت 21 سنة في المباراة الدولية الودية أمام منتخب الدانمارك بعد خروجه من تصفيات كأس الأمم الأوروبية للشباب تحت 21 سنة 2009. وشارك جاساما في مركزه المفضل الظهير الأيمن واستبدل في الدقيقة 82 وانتهت المباراة بفوز منتخب فرنسا 1-0.

## روابط خارجية
- لامين غاساما على موقع الاتحاد الدولي (مؤرشف)  (الإنجليزية)
- لامين غاساما على موقع اتحاد تركيا (لاعب) (الإنجليزية)
- لامين غاساما على موقع رابطة كرة القدم الفرنسية للمحترفين (الإنجليزية)
- لامين غاساما على موقع قاعدة بيانات كرة القدم.إي يو (الإنجليزية)
- لامين غاساما على موقع ليكيب (الفرنسية)
- لامين غاساما على موقع ناشيونال فوتبول تيمز (الإنجليزية)
- لامين غاساما على موقع Soccerway.com (الإنجليزية)
- لامين غاساما على موقع عالم كرة القدم.نت (الإنجليزية)
- لامين غاساما على موقع كووورة
- لامين غاساما على موقع AS.com (الإسبانية)